# Resultados do Carnaval de Florianópolis em 2014
Os Resultados do Carnaval de Florianópolis em 2014 foram divulgados no dia 3 de março, na segunda-feira de Carnaval, na Passarela Nego Quirido, mesmo local onde aconteceram os desfiles nos três dias anteriores. A escola de samba Os Protegidos da Princesa foi campeã do Grupo Especial de 2014 com o enredo "O Divino Zumblick". A escola atingiu 267,6 pontos, conquistando o título após doze anos de jejum. A vice-campeã foi a Unidos da Coloninha, que trouxe a reedição do enredo de 1984 "Na Boca da Noite - Entre Máscaras e Fantasias".
No Grupo de Acesso, a grande campeã foi o Dascuia com 247,1 pontos, trazendo o enredo "Preces a Xangô, Kaô Kabecilê! Pai da Justiça e senhor dos raios e trovões", em homenagem à Xangô. A agremiação conquistou seu primeiro título como escola de samba e a vaga ao Grupo Especial para o carnaval de 2015. Já no Grupo de Blocos de Enredo, a campeã foi a Acadêmicos do Sul da Ilha, trazendo o enredo "Rebeldes, Sim! E por que não?", conquistando a vaga ao Grupo de Acesso para o carnaval de 2015.

## Grupo Especial
Notas
| AGREMIAÇÃO             | Bateria | Bateria | Bateria | Samba-Enredo | Samba-Enredo | Samba-Enredo | Fantasia | Fantasia | Fantasia | Harmonia | Harmonia | Harmonia | Alegorias e Adereços | Alegorias e Adereços | Alegorias e Adereços | Enredo | Enredo | Enredo | C. de Frente | C. de Frente | C. de Frente | Evolução | Evolução | Evolução | M. Sala e P. Bandeira | M. Sala e P. Bandeira | M. Sala e P. Bandeira | P.   | TOTAL |
| ---------------------- | ------- | ------- | ------- | ------------ | ------------ | ------------ | -------- | -------- | -------- | -------- | -------- | -------- | -------------------- | -------------------- | -------------------- | ------ | ------ | ------ | ------------ | ------------ | ------------ | -------- | -------- | -------- | --------------------- | --------------------- | --------------------- | ---- | ----- |
| Consulado              | 9,9     | 9,9     | 9,9     | 10           | 9,6          | 9,8          | 9,6      | 9,6      | 9,6      | 9,7      | 9,3      | 9,2      | 9,5                  | 9,8                  | 9,7                  | 9,7    | 9,6    | 9,5    | 9,6          | 9,7          | 9,5          | 9,5      | 9,5      | 9,8      | 9,8                   | 9,9                   | 9,8                   |      | 261   |
| União da Ilha da Magia | 10      | 9,8     | 9,8     | 9,7          | 9,5          | 9,7          | 9,3      | 9,7      | 9,5      | 9,5      | 9,4      | 9,0      | 9,5                  | 9,7                  | 9,2                  | 9,7    | 9,6    | 9,6    | 9,9          | 10           | 9,9          | 9,0      | 9,2      | 9,6      | 10                    | 10                    | 10                    | -1,0 | 258,8 |
| Copa Lord              | 10      | 10      | 10      | 9,8          | 9,7          | 9,9          | 9,8      | 9,9      | 9,6      | 9,6      | 9,6      | 9,7      | 9,6                  | 9,9                  | 9,7                  | 9,8    | 9,8    | 9,7    | 9,6          | 9,7          | 9,6          | 9,3      | 9,6      | 9,8      | 9,8                   | 9,8                   | 9,9                   |      | 263,2 |
| Unidos da Coloninha    | 9,8     | 9,8     | 9,9     | 9,5          | 9,7          | 9,8          | 10       | 9,8      | 9,8      | 9,8      | 9,6      | 9,6      | 9,9                  | 10                   | 9,8                  | 9,9    | 9,8    | 9,6    | 10           | 9,9          | 10           | 9,6      | 9,7      | 9,7      | 10                    | 10                    | 9,9                   |      | 264,9 |
| Protegidos da Princesa | 10      | 10      | 10      | 10           | 9,9          | 9,8          | 9,9      | 10       | 9,9      | 9,9      | 9,9      | 9,6      | 10                   | 10                   | 9,9                  | 10     | 10     | 9,9    | 9,9          | 9,9          | 9,9          | 9,8      | 9,7      | 9,8      | 10                    | 10                    | 9,9                   |      | 267,6 |

Classificação
| Pos | Escolas de samba       | Enredo | Pts   | Classificação                    | Ref.  |
| --- | ---------------------- | --- | ----- | -------------------------------- | ----- |
| 1   | Protegidos da Princesa | O Divino Zumblick                                                                                                  | 267,6 | Campeã do Grupo Especial de 2014 | [ 2 ] |
| 2   | Unidos da Coloninha    | Na Boca da Noite - Entre Máscaras e Fantasias.                                                                     | 264,9 |                                  | [ 2 ] |
| 3   | Copa Lord              | Quem você pensa que é, sem a força da mulher. Copa Lord saúda D. Uda, as mulheres do Morro e as mulheres do Mundo! | 263,2 |                                  | [ 2 ] |
| 4   | Consulado              | Ashantis, a força que vem do berço                                                                                 | 261   |                                  | [ 2 ] |
| 5   | União da Ilha da Magia | Da Lagoa à Jamaica, uma viagem ao lado do Rei                                                                      | 258,8 |                                  | [ 2 ] |

## Grupo de acesso
Notas
| AGREMIAÇÃO                | Bateria | Bateria | Bateria | Samba-Enredo | Samba-Enredo | Samba-Enredo | Fantasia | Fantasia | Fantasia | Harmonia | Harmonia | Harmonia | Alegorias e Adereços | Alegorias e Adereços | Alegorias e Adereços | Enredo | Enredo | Enredo | C. de Frente | C. de Frente | C. de Frente | Evolução | Evolução | Evolução | M. Sala e P. Bandeira | M. Sala e P. Bandeira | M. Sala e P. Bandeira | P.   | TOTAL |
| ------------------------- | ------- | ------- | ------- | ------------ | ------------ | ------------ | -------- | -------- | -------- | -------- | -------- | -------- | -------------------- | -------------------- | -------------------- | ------ | ------ | ------ | ------------ | ------------ | ------------ | -------- | -------- | -------- | --------------------- | --------------------- | --------------------- | ---- | ----- |
| Nação Guarani             | 9,5     | 9,6     | 9,3     | 8,5          | 8,5          | 8,6          | 8,4      | 8,8      | 8,5      | 8,9      | 8,6      | 8,6      | 8,5                  | 8,9                  | 8,5                  | 8,8    | 8,9    | 8,6    | 9,2          | 9,2          | 9,3          | 8,2      | 9,1      | 8,8      | 8,5                   | 8,7                   | 9,4                   | -5,0 | 233,4 |
| Império Vermelho e Branco | 9,5     | 9,5     | 9,5     | 8,0          | 8,0          | 8,0          | 8,5      | 8,5      | 8,6      | 8,7      | 8,8      | 8,5      | 8,5                  | 8,8                  | 8,6                  | 8,7    | 8,5    | 8,5    | 9,1          | 8,7          | 9,2          | 8,3      | 8,9      | 8,7      | 8,7                   | 8,6                   | 9,3                   | -5,0 | 230,2 |
| Futsamba Josefense        | 9,5     | 9,5     | 9,4     | 8,0          | 8,0          | 8,0          | 8,6      | 8,7      | 8,7      | 9,0      | 8,9      | 8,5      | 8,7                  | 9,0                  | 8,7                  | 9,0    | 8,7    | 8,6    | 9,0          | 9,4          | 9,4          | 8,5      | 9,2      | 8,5      | 8,9                   | 9,4                   | 9,7                   | -5,0 | 234,5 |
| Dascuia                   | 10      | 9,7     | 10      | 9,7          | 8,9          | 8,9          | 8,7      | 9,0      | 9,0      | 8,8      | 9,0      | 8,7      | 8,9                  | 9,3                  | 8,8                  | 9,9    | 9,0    | 8,8    | 9,2          | 9,3          | 9,6          | 8,6      | 9,4      | 9,1      | 8,8                   | 8,8                   | 9,2                   |      | 247,1 |
| Palhoça Terra Querida     | 9,5     | 9,2     | 9,3     | 9,1          | 8,4          | 8,7          | 8,0      | 8,0      | 8,0      | 8,6      | 8,5      | 8,5      | 0                    | 0                    | 0                    | 8,0    | 8,0    | 8,0    | 8,8          | 8,7          | 9,5          | 8,5      | 8,6      | 8,8      | 8,7                   | 9,1                   | 9,3                   | -5,0 | 202,8 |
| Amigos do Caramuru        | 9,8     | 9,8     | 9,6     | 9,0          | 8,6          | 8,7          | 8,7      | 8,6      | 8,8      | 8,5      | 8,7      | 8,5      | 8,7                  | 9,1                  | 8,8                  | 8,9    | 8,7    | 8,6    | 8,9          | 9,6          | 9,6          | 8,4      | 8,9      | 8,7      | 8,7                   | 9,6                   | 9,8                   | -5,0 | 237,3 |

Classificação
| Pos | Escolas de samba          | Enredo                                                                                     | Pts   | Classificação                     | Ref.  |
| --- | ------------------------- | ------------------------------------------------------------------------------------------ | ----- | --------------------------------- | ----- |
| 1   | Dascuia                   | Preces a Xangô, Kaô Kabecilê! Pai da Justiça e senhor dos raios e trovões                  | 247,1 | Campeã do Grupo de Acesso de 2014 | [ 2 ] |
| 2   | Amigos do Caramuru        | Sou o servo do meu senhor... Sou Jorge da Capadócia                                        | 237,3 |                                   | [ 2 ] |
| 3   | Futsamba Josefense        | O barro, a vida, o dom da criação                                                          | 234,5 |                                   | [ 2 ] |
| 4   | Nação Guarani             | Um circo de magia                                                                          | 233,4 |                                   | [ 2 ] |
| 5   | Império Vermelho e Branco | Luiz Henrique Rosa – No caminho das estrelas, o amor à Ilha                                | 230,2 |                                   | [ 2 ] |
| 6   | Palhoça Terra Querida     | Mundos do trabalho: da fábrica às ruas. Os sindicatos na luta pelos direitos trabalhadores | 202,8 |                                   | [ 2 ] |

## Blocos de enredo
| Colocação | Bloco                     | Pontos | Ref.  |
| --------- | ------------------------- | ------ | ----- |
| 1º        | Acadêmicos do Sul da Ilha | 59,3   | [ 3 ] |